# Kwarakan
Kwarakan is een bestuurslaag in het regentschap Temanggung van de provincie Midden-Java, Indonesië. Kwarakan telt 1778 inwoners (volkstelling 2010).